# Sound Blaster

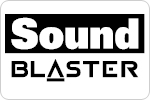
Sound Blaster Logo

Sound Blaster – rodzina kart dźwiękowych opracowana przez firmę Creative Labs. 
W okresie dominacji systemu operacyjnego DOS był to de facto standard dla dźwięku w komputerach osobistych, zwłaszcza w grach. W owym czasie, jedyną liczącą się konkurencją były karty Gravis Ultrasound, które mimo teoretycznie lepszych parametrów, nie były w stanie nawiązać walki o rynek. 
W 1989 r. zostały wprowadzone karty Monaural Sound Blaster, w 1992 r. pojawiły się stereofoniczne karty Sound Blaster Pro. Technika Wavetable MIDI pojawiła się w 16-bitowych kartach Sound Blaster AWE32 i AWE64, z 32 i 64 głosami. W 1998 r. Linia Sound Blaster została też wzbogacona o dźwięk 3D.

## Generacje kart Sound Blaster

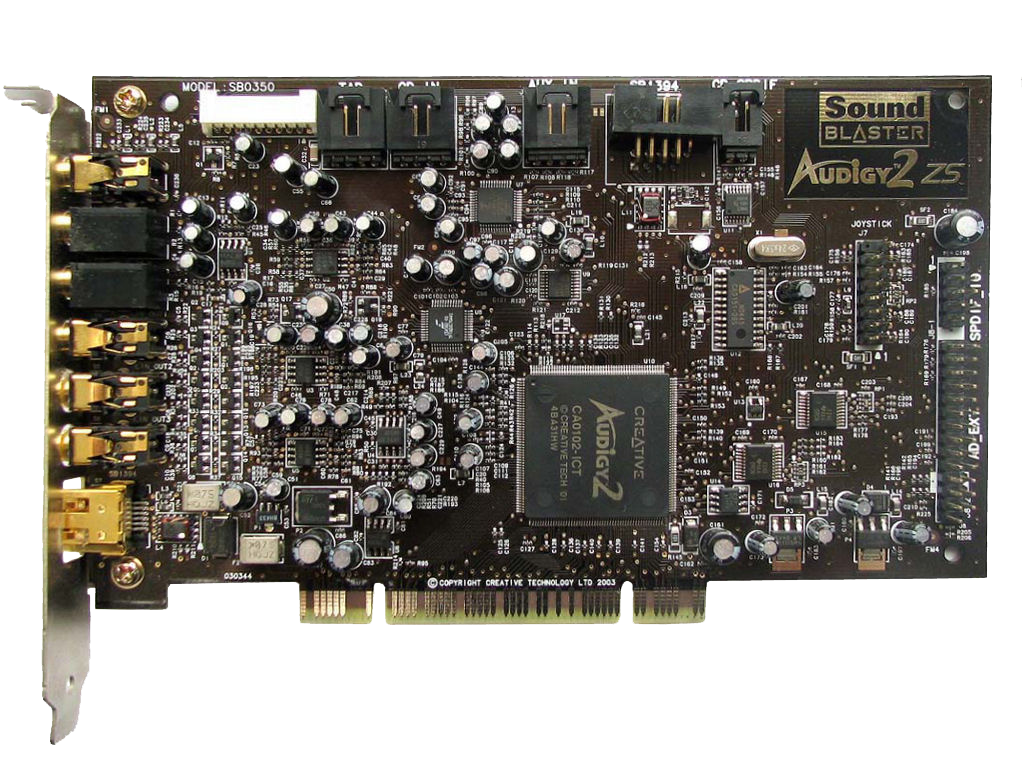
Sound Blaster Audigy 2 ZS.

- Sound Blaster – generator FM Yamaha YM3812 OPL2 (zgodny z AdLib), przetwornik 8-bit / 22,5 kHz, port Game/MPU401, ISA 8bit
- Sound Blaster 2.0 – generator FM Yamaha YM3812 OPL2 (zgodny z AdLib), przetwornik 8-bit/44,1 kHz, port Game/MPU401, ISA 8bit

- Sound Blaster Pro – dwa generatory FM Yamaha YM3812 OPL2 (zgodne z AdLib), przetwornik 8-bit / 44,1 kHz mono, 22,5 kHz stereo, port Game/MPU401, ISA 16-bit
- Sound Blaster Pro 2 – generator FM Yamaha YMF262 OPL3 (zgodny z OPL2), przetwornik 8-bit / 44,1 kHz mono, 22,5 kHz stereo, port Game/MPU401, ISA 16-bit

- Sound Blaster 16 – generator FM OPL3, przetwornik 16-bit / 44,1 kHz stereo, port Game/MPU401, ISA 16bit

- Sound Blaster 16 ASP – generator FM OPL3, przetwornik 16-bit / 48 kHz stereo, procesor ASP, port Game/MPU401, ISA 16-bit

- Sound Blaster AWE32 – generator FM OPL3 + syntezator EMU8000 32-kanałowy, 2 moduły na pamięć RAM (pamięć SIMM) na próbki (maksymalnie możliwe do 28 MB), przetwornik 16-bit / 44,1 kHz stereo, 3D stereo enhancement, procesor ASP, port Game/MPU401, ISA 16-bit

- Sound Blaster AWE64 – generator FM CQM (Creative Quadratic Modulation, kompatybilny z OPL3) + syntezator EMU8000 64-kanałowy (32 przetwarzane sprzętowo + 32 realizowane programowo), zintegrowana pamięć RAM na próbki, przetwornik 16-bit / 44,1 kHz stereo (20-bit / 44,1 kHz SPDIF w wersji Gold), znaczna część funkcji realizowana programowo poprzez sterownik, port Game/MPU401, ISA 16-bit i PCI

- Sound Blaster PCI128

- Sound Blaster PCI512

- Sound Blaster Live!

- Sound Blaster Audigy

- Sound Blaster Audigy 2

- Sound Blaster Audigy 4

- Sound Blaster Audigy 4 SE

- Sound Blaster X-Fi

- Sound Blaster Recon3D

- Sound Blaster Z / Zx / ZxR

## Urządzenia USB audio
- Sound Blaster Extigy
- Sound Blaster X-Fi GO! Pro

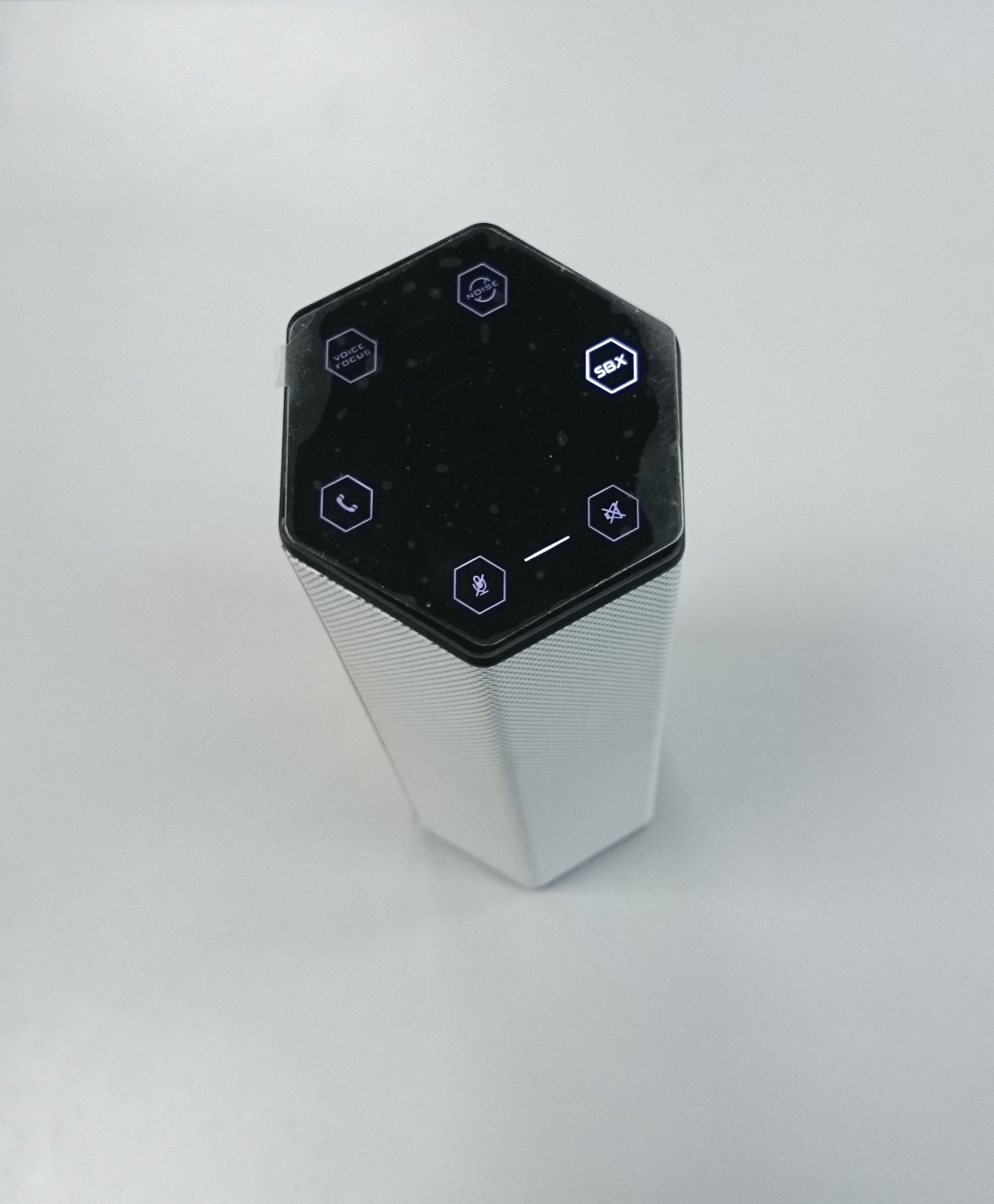
Sound BlasterAxx AXX 200

- Sound Blaster X-Fi Surround 5.1 Pro
- Sound Blaster Digital Music Premium HD
- Sound BlasterAxx SBX 8 / SBX 10 / SBX 20
- Sound Blaster Play! 2
- Sound Blaster Omni Surround 5.1
- Sound Blaster R3
- Sound BlasterAxx AXX 200
- Sound Blaster Roar
- Sound Blaster Roar 2
- Sound Blaster E1 / E3 / E5
- Sound Blaster X7
- Sound Blaster X7 Limited Edition
- Sound Blaster JAM
- Sound Blaster FRee